# Nonio
Nonio é uma comuna italiana da região do Piemonte, província do Verbano Cusio Ossola, com cerca de 883 habitantes. Estende-se por uma área de 10 km², tendo uma densidade populacional de 88 hab/km². Faz fronteira com Cesara, Omegna, Pela (NO), Pettenasco (NO), Quarna Sotto, Varallo Sesia (VC).

## Demografia
| Variação demográfica do município entre 1861 e 2011                               |
|                                                                                   |
| Fonte: Istituto Nazionale di Statistica (ISTAT) - Elaboração gráfica da Wikipedia |